# Fins-Novgorodse oorlogen

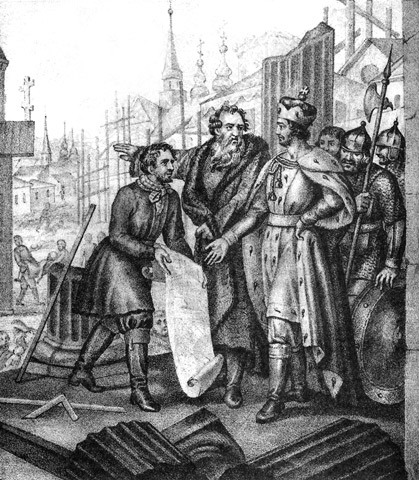
Jaroslav II van Vladimir, die volgens de Eerste Novgorodkroniek campagne voerde tegen de Finnen in 1226 en 1228, en hun tegencampagne afsloeg in 1228

De Fins-Novgorodse oorlogen waren een reeks conflicten tussen Finse stammen in het oosten van Fennoscandia en de republiek Novgorod vanaf de 11e of 12e eeuw tot het begin van de 13e eeuw.
Het effect van de oorlogen op de Finse samenleving droeg bij aan de uiteindelijke Zweedse verovering van West-Finland rond 1249. In Russische kronieken wordt verwezen naar de vijand van Novgorod als de Jem, een naam die waarschijnlijk verwijst naar verschillende groepen, ook al is het etymologisch afgeleid van het Finse woord Häme, wat Tavastia betekent. Sommige van de als Jem geïdentificeerde groepen waren mogelijk de inwoners van Tavastland in het zuiden van Centraal-Finland, de West-Finnen in het algemeen of een subgroep van Kareliërs aan de noordkust van het Ladogameer die afstammen van West-Finnen die eerder naar het gebied waren verhuisd.

## Vroege ontwikkelingen
De enige bekende schriftelijke bronnen over de Jem-Novgorodse oorlogen komen uit de middeleeuwse Russische kronieken. De Novgorodiërs en de Jem hadden vanaf de 11e of 12e eeuw regelmatig conflicten. De oostelijke Finse stammen, de Korela (geïnterpreteerd als Kareliërs in het algemeen of meer specifiek de Kareliërs aan de zuidwestkust van het Ladogameer) en Ingriërs worden allemaal genoemd als bondgenoten van Novgorod, die naar verluidt zelfs zonder directe betrokkenheid van Novgorod tegen de Jem hadden gevochten, mogelijk over de controle over Midden- en Oost-Finland. 
De vroegst mogelijke vermelding van vijandelijkheden komt uit de Codex van Laurentius, welke terloops vermeldt dat de Novgorodse vorst Vladimir Jaroslavitsj in 1042 in oorlog was met de Jam. De Jam worden ook genoemd in de Nestorkroniek als vazallen van Novgorod, maar verdwijnen later uit de bronnen.
Volgens de Eerste Novgorodkroniek was tijdens een grote hongersnood in 1123 een andere vorst van Novgorod, Vsevolod Mstislavitsj, met zijn troepen uit Novgorod in oorlog met de Jem. De kroniek laat de verdere ontwikkelingen van het conflict open, inclusief de locatie van het gevecht. De Jem plunderden het grondgebied van Novgorod in 1142, maar werden bij Ladoga verslagen, met 400 slachtoffers. In hetzelfde jaar vielen de Zweden ook de Novgorodiërs aan. De Korela, nu onder Novgorod, waren het jaar daarop in oorlog met de Jem, maar werden gedwongen te vluchten, waarbij ze twee schepen verloren.
De Jem vielen in 1149 opnieuw aan, met 1000 man. De Novgorodiërs, in totaal 500, zetten de achtervolging in samen met de Woten, een Finse stam verbonden met Novgorod, en versloegen hen volledig. De Woten, tegenwoordig bijna uitgestorven, leefden ten zuiden van het huidige Sint-Petersburg, waardoor dit waarschijnlijk de diepste aanval was die de Jem ooit op het grondgebied van Novgorod hebben gedaan.
Na een lange pauze in openlijke vijandelijkheden, althans in de kronieken, leidde in 1186 een Novgorodiër genaamd Vysjata Vasiljevitsj zijn troepen tegen de Jem, en keerde ongedeerd terug met gevangenen. Het is niet duidelijk of hij zijn troepen inzette om te vechten in het land van de Jem of om zijn land te verdedigen tegen indringers. 
De Korela vergezelden de Novgorodiërs weer voor een aanval op de Jem in 1191. Deze keer vonden de gevechten duidelijk plaats in "het land van de Jem", de eerste vermelding in Russische kronieken. De aanvallers "staken het land in brand en doodden het vee". Mogelijk kan dit dezelfde aanval zijn geweest die werd genoemd in een veel latere Zweedse kroniek, de Chronicon episcoporum Finlandensium uit het midden van de 16e eeuw, die Novgorodiërs vermeld die in 1198 "Turku" verbrandden. Russische kronieken hebben geen informatie over een conflict dat jaar. De stad Turku bestond niet vóór het einde van de 13e eeuw. De naam turku betekent oorspronkelijk "marktplaats", en aangenomen wordt dat er oorspronkelijk verschillende turku's in andere delen van het land waren.
Hierna is er gedurende tientallen jaren geen informatie over verdere conflicten. Het is ook niet mogelijk te bevestigen of de oorlog van 1191 resulteerde in een tijdelijke Novgorodse heerschappij in delen van Finland of Karelië. Een latere kroniek uit de jaren 1220 meld echter dat "Novgorodse vorsten niet in het land Jem hadden kunnen verblijven".

## Zweedse en pauselijke betrokkenheid
Tegelijkertijd waren Zweden en Novgorod ook in conflict. Paus Alexander III verwees in zijn brief aan de aartsbisschop van Uppsala en Jarl Gottorm van Zweden in 1171 (of 1172) mogelijk naar de strijd van de Finnen tegen Novgorod door te eisen dat Zweden de Finse forten overnam in ruil voor bescherming. Aan het einde van de 15e eeuw beweerde de geschiedschrijver Ericus Olai dat bisschop Kol van Linköping († rond 1196) de "jarl van Finland" (Dux Finlandiae) was geweest, die mogelijk de Zweedse troepen leidde die toen in Finland waren gevestigd. Mogelijk had hij een militaire rol die vergelijkbaar was met die van Jon Jarl, die naar verluidt aan het einde van de 12e eeuw negen jaar tegen de Novgorodiërs en Ingriërs vocht.
Ook opmerkelijk is de zogenaamde Eerste Zweedse Kruistocht, die volgens verschillende 15e-eeuwse bronnen in 1150 plaatsvond. Deze kruistocht is alleen bekend uit latere legendes die de expeditie (als die ooit heeft plaatsgevonden) presenteerden als een christelijke missie, geleid door een heilige koning om heidenen te kerstenen. Deze lijkt echter op de gespannen jaren 1140 te hebben gevolgd, waar zowel de Jem als de Zweden tegen Novgorod vochten. Sommige historici hebben het gezien als een directe reactie op de mislukte Jem-expeditie in 1149, en associëren het met de samenwerking die twintig jaar later door de paus werd genoemd.
In 1221 maakte paus Honorius III zich opnieuw zorgen over de situatie, nadat hij alarmerende informatie had ontvangen van de aartsbisschop van Uppsala. Hij machtigde de bisschop van Finland om een handelsembargo in te stellen tegen de "barbaren" die het christendom in Finland bedreigden. De nationaliteit van deze "barbaren", vermoedelijk een citaat uit de eerdere brief van de aartsbisschop, blijft onbekend. Toen het handelsembargo echter acht jaar later werd verruimd, werd er specifiek gezegd dat het tegen de Novgorodiërs was gericht.
Russische bronnen maken melding van samenwerking tussen Zweden en de Jem, waarbij deze werden genoemd als een van de bondgenoten van de Zweden in de Slag aan de Neva. De eerste, meer betrouwbare, vermelding dat de Jem deel uitmaakten van de Zweedse strijdkrachten dateert uit 1256, zeven jaar na de conventionele datering van de zogenaamde Tweede Zweedse Kruistocht.

## Laatste oorlog
Het laatst bekende directe conflict tussen de Jem en Novgorod vond plaats in de jaren 1220. Nadat hij tegen 1222 zijn macht in Novgorod had veiliggesteld, organiseerde grootvorst Jaroslav II van Vladimir een reeks aanvallen op Estland, Jem en Karelië. Het offensief tegen Jem vond plaats in de winter van 1226-1227:
"Diezelfde winter verliet Jaroslav, de zoon van Vsevolod, Novgorod over zee richting Jem, waar geen andere Novgorodse vorst had kunnen verblijven, en hij veroverde het land en keerde terug naar Novgorod om God te prijzen met vele gevangenen. Toen degenen die hem vergezelden niet alle gevangenen aankonden, doodden ze een aantal van hen, maar lieten er nog veel meer vrij."
De vergeldingsexpeditie van de Jem tegen Ladoga in de zomer van 1228, naar verluidt met meer dan 2000 man, eindigde in een ramp, zoals beschreven door de Eerste Novgorodkroniek.
De oorlog lijkt het einde te zijn geweest van de onafhankelijke Jem-Novgorodse conflicten. Op basis van pauselijke brieven uit 1229 profiteerde de bisschop van Finland van de chaotische situatie door "niet-christelijke gebedshuizen" over te nemen en zijn zetel naar een meer geschikte locatie te verplaatsen. Op verzoek van de bisschop dwong de paus ook een handelsembargo af tegen de Novgorodiërs aan de Oostzee, althans in Visby, Riga en Lübeck. Een paar jaar later verzocht de paus ook de Orde van de Zwaardbroeders troepen te sturen om Finland te beschermen. Of er ooit ridders zijn aangekomen blijft onbekend.
De Novgorodse oorlogen waren een factor die bijdroeg aan de uiteindelijke Zweedse verovering van Finland rond 1249. Onder Zweedse heerschappij bleven de oorlogen in Finland woeden als onderdeel van Zweeds-Novgorodse oorlogen.